# کتاب کد

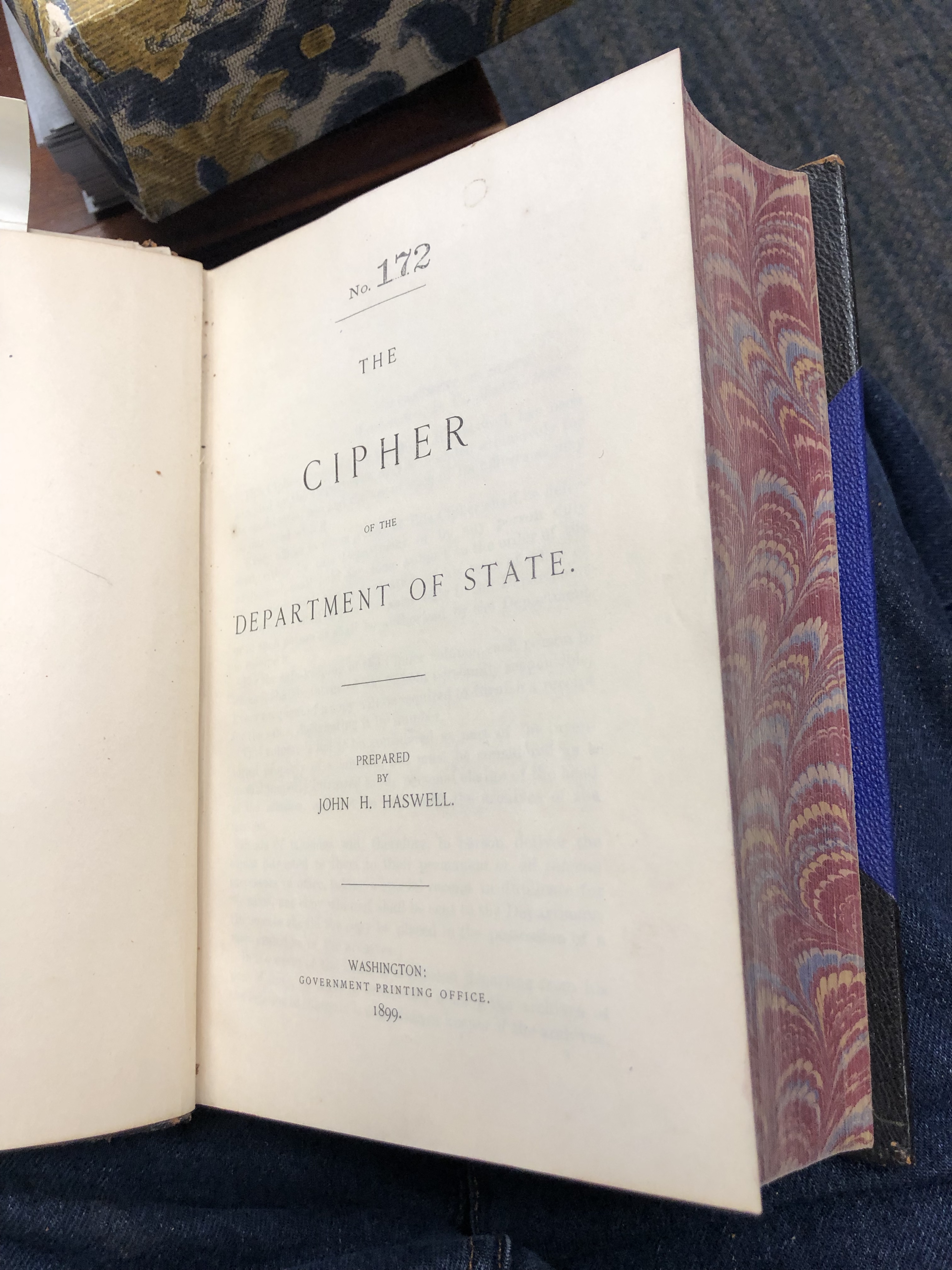
کتاب کد وزارت امور خارجه ایالات متحده صادر شده در سال ۱۸۹۹، نمونه‌ای از کد یک قسمتی، در موزه ملی رمزنگاری

کتاب‌های کد (انگلیسی: Codebook) نوعی سند است که برای جمع‌آوری و ذخیره کدهای رمزنگاری استفاده می‌شود. کتاب‌های کد در ابتدا غالباً به معنای واقعی کلمه کتاب بودند، اما امروزه کتاب کد رمزی است برای ثبت کامل یک سری کدها، صرف نظر از قالب فیزیکی آن.